# Anthaxia beneckei
Anthaxia beneckei es una especie de escarabajo del género Anthaxia, familia Buprestidae. Fue descrita científicamente por Förster en 1885.